# Халкионей (Антигониди)
Халкионей (на старогръцки: Ἀλκυονεύς, Halkyoneus, Halcyoneus, Alkuoneús, † 261 г. пр. Хр.) е македонски принц и генерал на Древна Македония от династията на Антигонидите. Той е извънбрачен син на цар Антигон II Гонат и атинянката Демо. Неговият по-малък полубрат е по-късният цар Деметрий II Етолик (упр. 239 – 229 г. пр. Хр.).
Халкионей е възпитаван в Пела от Персейос, един ученик на Зенон от Китион. Той участва като генерал във войната на баща му против Пир от Епир (274-272 г. пр. Хр.). През 272 г. пр. Хр. той занася пред Аргос отрязаната глава на цар Пир на баща си, който му се скарва за това му непочтено варварско действие.
Халкионей е убит през 261 г. пр. Хр. по времето на Хремонидовата война. Баща му организира чрез философското училище на Перипатетика Йероним Родоски в Атина годишни празненства за неговия син, които винаги започвали на деня на раждането на Халкионей.